# Decathlon–AG2R La Mondiale
Decathlon–AG2R La Mondiale (UCI cod | DAT), fostă AG2R La Mondiale) este o echipă de ciclism din Franța cu licență UCI WorldTeam . Sponsorii principali sunt Decathlon, care este o firmă de vânzări de articole sportive, precum și La Mondiale Group, care este o firmă franceză pe bază de asigurări imobiliare.

## Istorie
În 1992 Vincent Lavenu, care tocmai se retrăsese din ciclismul profesionist, a început o echipă de ciclism profesionistă cu Chazal ca sponsor principal. Acest sponsor a rămas din 1992 până în 1995. În 1996 Petit Casino, un lanț de cafenele în supermarket-uri a preluat sponsorizarea echipei. În acel moment echipa a fost o echipă de a doua divizie care se baza ca publicul să sponsorizeze echipa. În 1997 Casino, lanțul de supermarketuri care conținea cafenele numite Petit Casino, a devenit sponsorul echipei și bugetul echipei a crescut în mod substanțial. Echipa Lavenu putea concura in cursele mari, cum ar fi în clasice. 
Societatea de asigurări Ag2r Prevoyance a preluat echipa, ca sponsor principal în 2000. Echipa a obținut succese în continuare cu Laurent Brochard, Jaan Kirsipuu și Jean-Patrick Nazon. În 2006, echipa s-a alăturat UCI ProTour, în urma acestui lucru echipa a semnat cu Francisco Mancebo și Cristophe Moreau .Retragerea echipeiFassa Bortolo din UCI ProTour a eliberat o licență și AG2R a fost singura echipă ramasa care voia licență, deoarece  Comunidad Valenciana s-a retras în mod voluntar, în timp ce echipa nou-propusa a fostului director sportiv al Fassa Bortolo Giancarlo Ferretti sa dovedit a fi fără susținerea financiară. Ag2r a obținut primul mare succes în 2006 Tour de France cu o etapă câștiga de Sylvain Calzati, și o zi în Tricoul Galben de Cyril Dessel.
Rinaldo Nocentini a luat tricoul galben  după etapa a 7a a Turului Frantei după o evadare de succes în care Christophe Riblon a luat parte și a câștigat premiul de combativitate al zilei.  Nocentini a păstrat conducerea cursei pentru opt etape, și Ag2r-La Mondiale a condus, de asemenea, clasificarea pe echipe de la etapa 7 la etapa 11 și încă o zi după etapa a 14a

## Echipa

### 2017
| Team roster 2017                                           | Team roster 2017   | Team roster 2017                             | Team roster 2017 |
| Ciclist                                                    | Data nașterii      | Previous team                                |                  |
| ---------------------------------------------------------- | ------------------ | -------------------------------------------- | ---------------- |
| Gediminas Bagdonas                                         | 26 decembrie 1985  | An Post-Sean Kelly (2012)                    |                  |
| Jan Bakelants                                              | 14 februarie 1986  | Omega Pharma-Quick Step (2014)               |                  |
| Rudy Barbier                                               | 18 decembrie 1992  | Roubaix Métropole européenne de Lille (2016) |                  |
| Romain Bardet                                              | 9 noiembrie 1990   | Chambéry CF (2011)                           |                  |
| Julien Bérard                                              | 27 iulie 1987      | Chambéry CF (2009)                           |                  |
| François Bidard                                            | 19 martie 1992     | Chambéry CF (2015)                           |                  |
| Mikaël Cherel                                              | 17 martie 1986     | FDJ (2010)                                   |                  |
| Clément Chevrier                                           | 29 iunie 1992      | IAM Cycling (2016)                           |                  |
| Nico Denz                                                  | 15 februarie 1994  | Chambéry CF (2015)                           |                  |
| Axel Domont                                                | 7 august 1990      | Chambéry CF (2012)                           |                  |
| Samuel Dumoulin                                            | 20 august 1980     | Cofidis, le Crédit en Ligne (2012)           |                  |
| Hubert Dupont                                              | 13 noiembrie 1980  | RAGT Semences (2005)                         |                  |
| Julien Duval                                               | 27 mai 1990        | Armée de terre (2016)                        |                  |
| Sondre Holst Enger                                         | 17 decembrie 1993  | IAM Cycling (2016)                           |                  |
| Mathias Frank                                              | 9 decembrie 1986   | IAM Cycling (2016)                           |                  |
| Ben Gastauer                                               | 14 noiembrie 1987  | Chambéry CF (2009)                           |                  |
| Cyril Gautier                                              | 26 septembrie 1987 | Team Europcar (2015)                         |                  |
| Alexandre Geniez                                           | 16 aprilie 1988    | FDJ (2016)                                   |                  |
| Alexis Gougeard                                            | 5 martie 1993      | USSA Pavilly Barentin (2013)                 |                  |
| Hugo Houle                                                 | 27 septembrie 1990 | SpiderTech-C10 (2012)                        |                  |
| Quentin Jauregui                                           | 22 aprilie 1994    | Roubaix Lille Métropole (2014)               |                  |
| Pierre-Roger Latour                                        | 12 octombrie 1993  | Chambéry CF (2014)                           |                  |
| Matteo Montaguti                                           | 6 ianuarie 1984    | De Rosa-Stac Plastic (2010)                  |                  |
| Oliver Naesen                                              | 16 septembrie 1990 | IAM Cycling (2016)                           |                  |
| Nans Peters                                                | 12 martie 1994     | Chambéry CF (2016)                           |                  |
| Domenico Pozzovivo                                         | 30 noiembrie 1982  | Colnago-CSF Inox (2012)                      |                  |
| Christophe Riblon                                          | 17 ianuarie 1981   | CC Nogent-sur-Oise (2004)                    |                  |
| Stijn Vandenbergh                                          | 25 aprilie 1984    | Etixx-Quick Step (2016)                      |                  |
| Alexis Vuillermoz                                          | 1 iunie 1988       | Sojasun (2013)                               |                  |
| Aurélien Doleatto (28 iul–31 dec, trainee)                 | 20 martie 1997     |                                              |                  |
| Kevin Geniets (1 aug–31 dec, trainee)                      | 9 ianuarie 1997    | Chambéry CF (2017)                           |                  |
| Clément Russo (1 aug–31 dec, trainee)                      | 20 ianuarie 1995   | Probikeshop Saint-Étienne Loire (2017)       |                  |
| Benoît Cosnefroy (1 aug–31 dec, trainee)                   | 17 octombrie 1995  | Chambéry CF (2016)                           |                  |
|                                                            |                    |                                              |                  |
| Sources: ProCyclingStats Cycling Quotient Cycling Archives |                    |                                              |                  |

### 2010

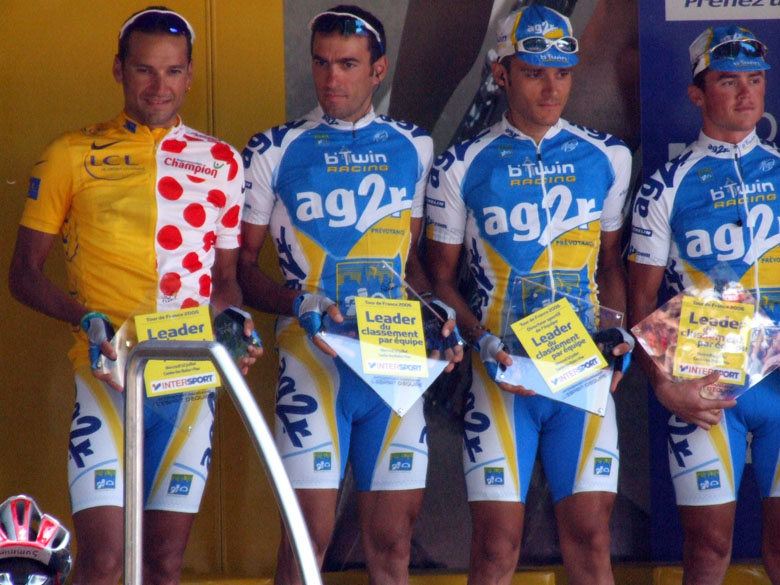
Echipa Ag2r în etapa 11 din Turul Franței 2006

Din 1 ianuarie 2010.
| Ciclist                   |
| ------------------------- |
| José Luis Arrieta (ESP)   |
| Julien Bérard (FRA)       |
| Guillaume Bonnafond (FRA) |
| Maxime Bouet (FRA)        |
| Dimitri Champion (FRA)    |
| Cyril Dessel (FRA)        |
| Hubert Dupont (FRA)       |
| Alexander Efimkin (RUS)   |
| Vladimir Efimikin (RUS)   |
| Martin Elmiger (SUI)      |
| John Gadret (FRA)         |
| Ben Gastauer (LUX)        |
| Kristof Goddaert (BEL)    |
| Sebastien Hinault (FRA)   |

| Biel Kadri (FRA)        |
| Yuriy Krivtsov (UKR)    |
| David Lelay (FRA)       |
| Julien Loubet (FRA)     |
| Rene Mandri (EST)       |
| Lloyd Mondory (FRA)     |
| Rinaldo Nocentini (FRA) |
| Anthony Ravard (FRA)    |
| Christophe Riblon (FRA) |
| Nicolas Roche (IRL)     |
| Nicolas Rousseau (FRA)  |
| Gatis Smukulis (LAT)    |
| Ludovic Turpin (FRA)    |